# انگلبرت کمپفر
انگلبرت کمپفر (به آلمانی: Engelbert Kaempfer) (زادروز ۱۶ سپتامبر ۱۶۵۱ – درگذشته ۲ نوامبر ۱۷۱۶) پزشک و طبیعی‌دان اهل آلمان بود که به واسطهٔ سفر جهانگردی‌اش به روسیه، ایران، هند، آسیای شرقی و ژاپن در بین سال‌های ۱۶۸۳ تا ۱۶۹۳ مشهور است. او دربارهٔ این مسافرت‌ها دو کتاب نیز نوشته‌است. یکی از این کتاب‌ها با نام سفرنامه کمپفر توسط کیکاووس جهانداری به فارسی ترجمه شده‌است.

## زندگی‌نامه
انگلبرت کمپفر در ۱۶ سپتامبر ۱۶۵۱ در لمگو، امپراتوری مقدس روم به دنیا آمد. پدرش یوهانس کمپفر از کشیشان این شهر بود. کمپفر پس از اتمام تحصیلات مقدماتی در شهرهای لمگو، هاملن، لونبورگ و لوبک در هفده سالگی برای اولین بار به هلند سفر می‌کند و در دانتسیگ (گدانسک کنونی) پس از پایان تحصیلات دبیرستانی به دانشگاه می‌رود و به تحصیل فلسفه، تاریخ و زبان‌های خارجی جدید و قدیم می‌پردازد. پس از فارغ‌التحصیلی در سال ۱۶۷۴ در کراکوف به تحصیل ادامه می‌دهد و در سال ۱۶۷۶ در ورشو با محمد حسین باقر ایلچی، فرستاده دربار ایران در لهستان آشنا می‌شود.

کمپفر چهار سال انتهایی دوران تحصیل خود را در سال ۱۶۸۱ در کونیگسبرگ در پروس به تحصیل طب و علوم طبیعی می‌پردازد و پس از آن به سوئد مهاجرت می‌کند. از اگوست ۱۶۸۲ در اوپسالا و استکهلم زندگی می‌کند و با حقوقدان معروف ساموئل فن پفندورف آشنا می‌شود. در آن زمان کارل یازدهم پادشاه سوئد در تدارک اعزام هیئتی به دربار شاه ایران برای ایجاد روابط تجاری و تشویق شاه ایران به مبارزه علیه ترکان عثمانی بود. بنا بر توصیه پفندورف، کمپفر به عنوان پزشک و منشی همراه هیئتی که ریاستش بر عهده لودویک فابریتیوس بود، به دربار شاه سلیمان اعزام شد. فابریتیوس در زمینه تجاری مصمم بود ابریشم ایران را از مسیر روسیه به اروپا بیاورد و آن را در بازارهای اروپا عرضه کند.

## ورود به ایران
کمپفر در دهم ژوئن در مراسمی رسمی که برای تسلیم اعتبارنامه سفیر سوئد به تزار روسیه تشکیل شده‌بود، شرکت کرد. این زمان مصادف بود با حکومت دو شاهزاده جوان روسی به نام‌های ایوان و پتر. هیئت نمایندگی پس از از آن پایتخت روسیه را ترک کرده و توسط کشتی از طریق رود ولگا به سوی دریای خزر روانه و در هفتم نوامبر ۱۶۸۳ به آستراخان وارد شدند.

کمپفر از ابتدای سفر خود به نوشتن سفرنامه خود به زبان آلمانی مشغول بود. این کتاب که به صورت سفرنامه تنظیم شده‌است، اکنون در موزه بریتانیا در شهر لندن نگهداری می‌شود. سفیر سوئد و هیئت همراهش در هشتم نوامبر همان سال برای دیدار شاه ایران آستراخان را ترک کرد. در این سفر سفرای کشورهای روسیه و لهستان نیز این هیئت را همراهی می‌کردند. آن‌ها در هفدهم دسامبر به شماخی، مرکز شروان که در آن زمان بخشی از خاک ایران بود رسیدند. یک ماه به انتظار اذن ورود از سوی دربار ایران در اصفهان بودند، سرانجام پس از آن که این اجازه صادر شد به سوی پایتخت حرکت کردند.

### میدان نفتی باکو

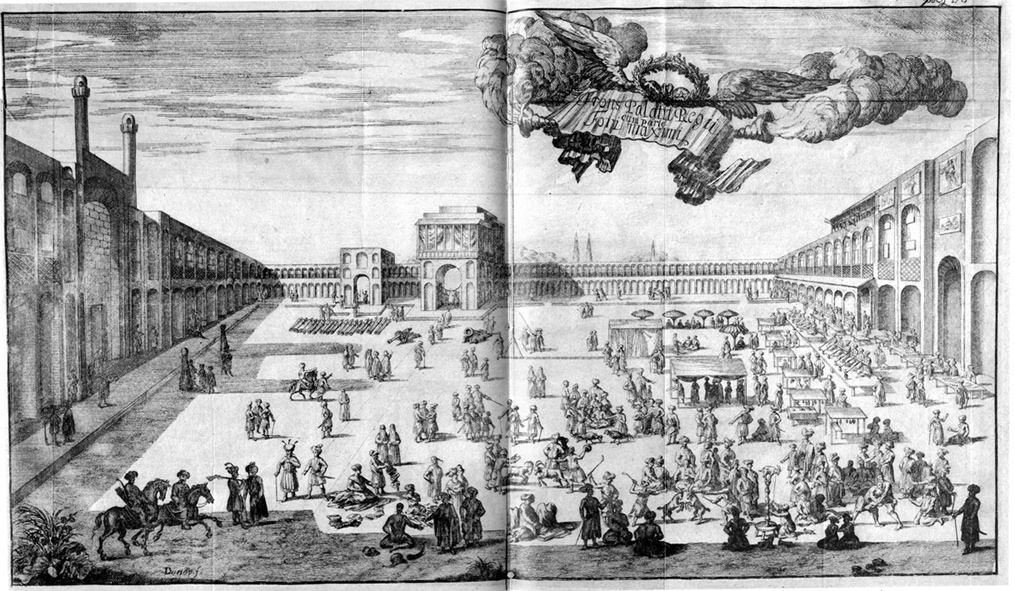
میدان نقش‌جهان، اصفهان به قلم کمپفر

کمپفر منطقه نفت‌خیز باکو را از نزدیک مشاهده نمود و شرح مفصلی دربارهٔ وضع جغرافیایی و اقتصادی منطقه ای که آن را (میدان آتشهای ابدی ) میخواند نوشت.

### حرکت بسمت اصفهان
هیئت سوئد در چهارده ژانویه ۱۶۸۴ شماخی را ترک کرد، پس از گذراندن یک ماه به رشت و بعد از آن به قزوین رسیدند و پس از توقفی کوتاه قزوین را ترک کرده و بعد از گذشتن از ساوه، قم، کاشان و نطنز بالاخره در ۲۹ مارس ۱۶۸۴، یک هفته پس از نوروز ۱۰۹۶ هجری به اصفهان وارد شدند. 
آنها همزمان با مرگ شاه عباس دوم و به تخت نشستن شاه سلیمان (شاه صفی دوم) وارد ایران شدند. از این رو توضیحی از ایران زمان سابق و شرحی از انتخاب و سلطنت شاه جدید ارائه داده‌است. مدت اقامت او در اصفهان بیست ماه بود و در این مدت به بازدید از نقاط مختلف شهر و تماس با طبقات مختلف مردم پرداخت و از مشاهداتش یادداشت برداشت. اسامی کوه‌ها و ارتفاعات را ضبط نمود و اسامی بناهای مهم از جمله مدارس، کاروانسراها و… را ذکر کرد. او در این مدت توانست بخش اول کتابی را که دربارهٔ گیاهان ایران نوشته بود تکمیل کند. از جمله یادداشت‌های کمپفر شرح کامل مشاغل و مناسب و سلسله مراتب اداری کارمندان و کارکنان درباری و کشوری ایران در قرن هفده میلادی است.

## آموزش زبان فارسی
کمپفر برای کسب اطلاعات دست اول نیاز به تماس مستقیم با مردم داشت. به همین دلیل از بدو ورود به اصفهان مشغول فراگرفتن دو زبان فارسی و ترکی شد. کسی که بیش از همه به او در این امر یاری رساند کشیشی بنام رافائل دومان (به فرانسوی: Raphael du Mans) بود که  ۳۸ سال از اقامتش در اصفهان می‌گذشت. رافائل برای کمک به کمپفر یک کتاب دستور زبان ترکی و کتابی دربارهٔ ایران نوشت .
کمپفر به واسطه آشنایی به زبان و فرهنگ ایرانیان، اعتبار و محبوبیت خاصی میان مردم و درباریان پیدا کرد.  آنچنان که شاه سلیمان از او در مذاکره با نمایندگان اروپایی به عنوان مترجم دربار بهره می‌جست.

## خروج از ایران، سال‌های ۱۶۸۵ تا ۱۶۹۴
پس از گذشت بیست ماه از توقف در اصفهان، کمپفر از وجود یک اسکادران کشتی هلندی در خلیج فارس اطلاع یافت. از خدمت در سفارت سوئد کناره‌گیری کرد و در دسامبر ۱۶۸۴ با شخصی به نام فان هوی‌فل (به هلندی: Van Heuvel) که رئیس شرکت هلندی و مقیم اصفهان بود قرارداد بست تا به عنوان پزشک کشتی هلندی به سفرهای تحقیقاتی خود به سوی هندوستان ادامه دهد.

تا پس از گذشت یک سال از امضای قرار داد، کمپفر همچنان در اصفهان بود، سرانجام در ۲۱ نوامبر ۱۶۸۵ از راه تخت جمشید و شیراز به سمت خلیج فارس حرکت کرد. کمپفر در این مسیر از شهر باستانی دارابگرد دیدن کرد و یادداشت‌هایی در مورد نقش برجسته داراب که موضوع آن پیروزی شاپور اول بر امپراتوری روم می‌باشد برداشت. کمپفر در ۱۷۱۲ میلادی در لمگو، نتیجه تحقیقات و مشاهدات خود در دارابگرد را در کتابی با عنوان آسیای شگفت‌انگیز (به لاتین: Amonitates extoticae) منتشر نمود.

همچنین نخستین تصاویر نقاشی‌شده از کعبه زرتشت در سفرنامه‌هایی که توسط جهانگردان اروپایی قرن هفدهم از جمله کمپفر نوشته شده، به دست ما رسیده‌است. کمپفر بود که برای اولین بار فرض آتشکده و آتشگاه بودن این بنا مطرح کرد و پس از وی جیمز موریه و رابرت کر پورتر در اوایل سدهٔ نوزدهم این دیدگاه را قوت بخشیدند.

کمپفر حین عبور از تخت جمشید قسمتی از کتیبه‌های آن را رونویسی کرد. پس از توماس هاید که برای اولین بار از اصطلاح خط میخی، علی‌رغم تردید در این که این نشانه‌ها یک سیستم خطی هستند، برای این گونه خط استفاده کرده بود، این انگلبرت کمپفر بود که در سال ۱۷۱۲ این اصطلاح را به‌طور جدی به کار برد. کمپفر در سفرنامه‌اش اطلاعات بیشتری دربارهٔ این محوطه باستانی می‌دهد.

هر چند کمپفر مایل بود هر چه سریع‌تر به هندوستان برسد، اما بنا بر دستور روسای هلندی خود مجبور بود در نواحی گرم جزیره هرمز و بندرعباس بماند. او در نوشته‌های خود از این توقف اجباری شکایت بسیار کرده‌است. توقف کمپفر در این محل از ۲۸ دسامبر ۱۶۸۵ تا ۳۰ ژوئن ۱۶۸۸ به طول انجامید.

پس از خروج از ایران، کمپفر به هندوستان، جاوه و پس از آن ژاپن می‌رود و در اواخر سال ۱۶۹۴ به آلمان بازمی‌گردد. کمپفر در ژاپن هم تحقیقات جالبی انجام داده و از مشاهدات خود گزارش‌های مفصلی نوشته‌است. بسیاری او را در زمره ژاپن‌شناسان متقدم جای داده‌اند.

کمپفر امیدوار بود پس از بازگشت به آلمان دست‌نوشته‌های خود دربارهٔ سفرهای مشرق‌زمین به چاپ برساند اما به دلیل مشکلات متعددی سال‌ها موفق به انجام آن نشد تا سرانجام در سال ۱۷۱۲ توانست پس از هفده سال سفرنامه‌اش را چاپ کند و چهار سال پس از انتشار سفرنامه‌اش در تاریخ ۲۴ اکتبر ۱۷۱۶ در سن ۶۵ سالگی درگذشت.

## سفرنامه کمپفر
کمپفر سفرنامه خود را که به زبان آلمانی نوشته بود، به زبان ادبی لاتین برگرداند و مطالبی از دلاواله، تاورنیه و شاردن به آن افزود. او در مقدمه این کتاب نوشته‌است:

 «نوشته‌های من، کار یک نویسنده پشت‌میزنشین و فانتزی‌نویس نیست، بلکه من آنچه را می‌نویسم که یا تازگی دارد یا آن که پیشینیان آنها را به‌طور کامل ننوشته‌اند، به عنوان یک مسافر محقق راه دیگری برای من غیر از دقت کامل در آنچه می‌دیدم و برای ما تازگی داشت موجود نبود.»
سفرنامه کمپفر پس از گذشت هفده سال از مراجعت کمپفر به میهنش در ۱۷۱۲ در شهر لمگو در نهصد صفحه به چاپ رسید. این کتاب شامل پنج جلد است. جلد اول و چهارم آن به تمامی و بخش‌های زیادی از جلد دوم و سوم این کتاب مختص به ایران است. کمپفر در جلد دوم این کتاب مطالب جالبی دربارهٔ نواحی مازندران و باکو آورده‌است که در آن زمان برای مردم دنیا کاملاً تازگی داشت. در این جلد راجع به تخت جمشید، شاهان هخامنشی و آرامگاه سعدی، حافظ و منار شاخ گوزن اصفهان مطالبی نوشته شده‌است. او در کتاب سوم تلاش کرده‌است در مورد عقاید مردم ایران و تجربیات آن‌ها در علم پزشکی اطلاعاتی به خواننده بدهد.

کمیابی و کلمات سخت لاتین سفرنامه کمپفر باعث شد این کتاب پرارزش سال‌ها در کتابخانه‌ها بدون استفاده مانده، کم‌کم از یاد برود. تا کارل مایر لمگو (به آلمانی: Karl Meier - Lemgo) با صحبت دربارهٔ کمپفر و ترجمه بخش‌هایی از سفرنامه، باعث معرفی این ایران‌شناس معروف آلمانی شد. از آنجا که کمپفر در این اثر خود اغلب اصطلاحات ایرانی را به خط فارسی یادداشت کرده‌بود و خواندن آن برای کسانی که به خط و زبان فارسی آشنایی نداشتند به سختی ممکن بود، کارل مایر لمگو تنها توانست هشتاد صفحه از جلد اول کتاب را به زبان آلمانی ترجمه و منتشر کند.

سرانجام پروفسور والتر هینتس که در سال‌های ۱۹۳۶–۱۹۳۵ در دانشگاه برلین مشغول تدریس بود، کتاب کمپفر را به عنوان ماده درسی برای رشته ایران‌شناسی انتخاب و به ترجمه آن به آلمانی اقدام کرد. او تا بهار سال ۱۹۳۸ با همراهی عده بی‌شماری از همکارانش در دانشگاه گوتینگن روی ترجمه خام کار کرد و موفق به ترجمه کتاب به زبان آلمانی ساده و روان شد. در سفرنامه کمپفر به اصطلاحات اداری و قوانین ایران در عهد صفویه برمی‌خوریم که به دو زبان فارسی و ترکی نوشته شده‌اند. به همین دلیل برگرداندن این اصطلاحات به زبان آلمانی کار ساده ای نبوده‌است.

## در بارگاه شاهنشاه ایران
بخش‌هایی از سفرنامه انگلبرت کمپفر که راجع به ایران بود در سال ۱۳۵۰ خورشیدی با عنوان «در بارگاه شاهنشاه ایران» از روی ترجمه آلمانی دکتر والتر هینتس به زبان فارسی منتشر شد. کمپفر در این کتاب به روشنی به تشریح دربار صفوی در دوره شاه سلیمان پرداخته و روند انحطاط آن را خاطرنشان می‌سازد. کتاب از شانزده فصل تشکیل شده. منابع مؤلف در تهیه کتاب، منابع ایرانی از جمله مهماندار سفارت بوده، او از کتاب و نوشته‌های سایر سفرا و سیاحان دیگر نیز بهره برده‌است. قسمت اول کتاب دربارهٔ اوضاع و احوال ایران در عهد مؤلف است و در جای جای آن اصطلاحات فارسی به کار برده، آن را به خط فارسی نوشته و شرح داده. قسمت دوم کتاب اختصاص به حوادث تاریخی و شرح اوضاع طبیعی ایران است.
- فصل اول کتاب با عنوان «شاه ایران و دربار وی» به مسائلی مثل اقتدار شاه، مبری بودن فرمانروا از معصیت و گناه، القاب شاه، وسعت ایران و به‌طور کلی توصیف کلی از وضع سلطنت و دربار می‌پردازد. از نظر کمپفر شاهان صفوی هر چند پادشاهانی کاملاً آزاد هستند اما در کار مملکت‌داری جانب عدل، انصاف و عطوفت را رعایت می‌کنند. او در محدوده قاره آسیا به استثنای چین و ژاپن ایران را از نظر سیاست و علوم و فنون از سایر کشورها برتر می‌داند و بیان می‌دارد که آن‌سوی مرزهای گسترده ایران اقوامی چون روس‌ها، تاتارها، هندی‌ها، عرب‌ها و ترک‌ها ساکنند و برای اینکه بتوان با این اقوام همزیستی مسالمت‌آمیز داشت باید در سیاست و مملکت‌داری زیرک و هوشیار بود. چرا که اگر جنگی درگیرد، پیروزی فقط با به کار بردن تمام قوا، ابزار و دلیری بسیار میسر می‌شود. در بخش دوم از فصل اول به بررسی پیشینه خاندان صفوی پرداخته و چگونگی به قدرت رسیدن این سلسله در ایران شرح داده می‌شود. از دیگر موارد ذکر شده در این بخش داستان ملاقات تیمور با خواجه علی از مرشدان طریفت صفویه است. بخش سوم از فصل اول عنوان «ولیعهد» را بر خود دارد و از نحوه انتخاب جانشین پادشاه گفتگو کرده، وضعیت دربار ایران را شرح می‌دهد. کمپفر می‌گوید در تعیین ولیعهد تنها تبار پدری که از خاندان سلاطین صفوی است مطرح است و به اصالت خانوادگی مادر ولیعهد چندان توجهی نمی‌شود. سپس در انتقاد از وضعیت انتخاب و تعلیم ولیعهد می‌نویسد: «آینده ولیعهد مملکت نه با تربیت منظم تعیین می‌گردد، نه با تعلیم جدی و نه با نشست و برخاست با مردان لایق و شایسته، زندگی ولیعهد سراسر در اتاقهای حرمسرا می‌گذرد… و مصاحبینش خواجه‌های زنگی هستند.» بخش چهارم از فصل اول از تاجگذاری ولیعهد و عواقب تغییر سلطنت صحبت می‌کند. او از نفوذ وزیر اعظم در پادشاه سخن می‌گوید و تلاش درباریان برای کسب نظر مساعد و مثبت شاه جدید. سپس به بررسی محافل و مجالسی می‌پردازد که برای اداره کشور برپا می‌شد اما بیشتر ساعات این مجالس به خوشگذرانی و نمایش و تشریفات می‌گذشت. بخش پنجم از فصل اول از طرز زندگی شاه صفوی می‌نویسد که بیشتر دوران جوانی خود را با عیاشی و خوشگذرانی گذرانده‌است و تنها در پایان عمر به فکر رعایا و نظم و امنیت مردم می‌افتد.

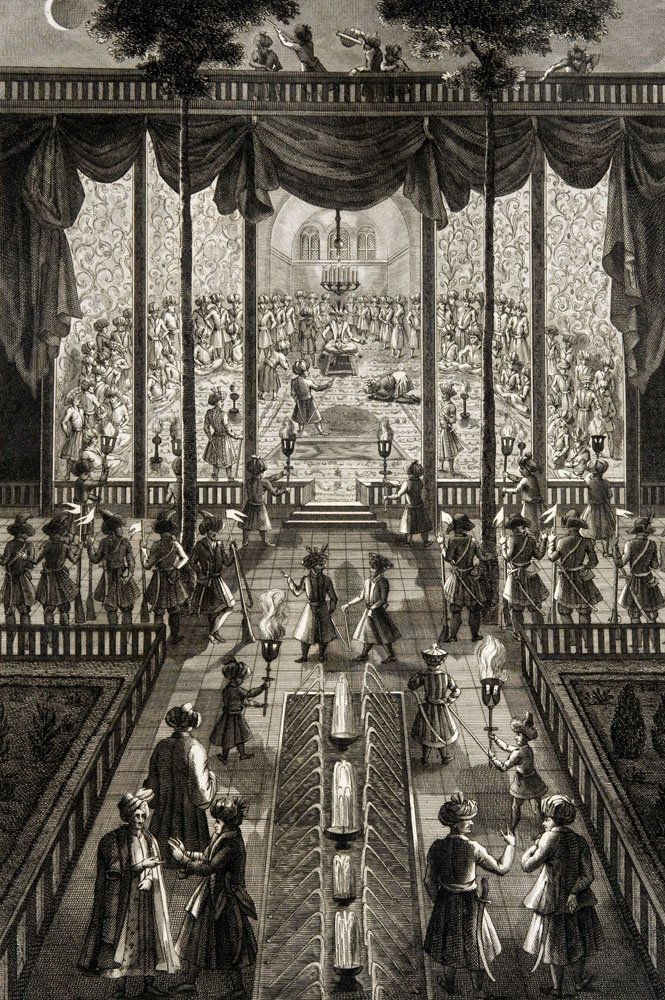
تاجگذاری شاه سلیمان به قلم کمپفر

- فصل دوم در رابطه با «تاجگذاری شاه سلیمان» است. کمپفر در این بخش ابتدا به پایان کار شاه پیشین، یعنی شاه عباس دوم می‌پردازد و سپس در بخش دوم از تشکیل شورا برای تعیین جانشین و اختلاف نظری که بر سر انتخاب حمزه یا صفی به عنوان جانشین پیش آمده بود می‌نویسد، او ذکر می‌کند که جلسه‌ای به این منظور تشکیل شد و خواجه‌ای به نام «آغا مبارک» ناگهان نقشه بزرگان مجلس را یکسره برهم زد و باعث شد برخلاف نظر بزرگان، صفی‌میرزا یا همان شاه سلیمان را که از مادری چرکسی بود به سلطنت انتخاب شود. بخش سوم از فصل دوم کتاب به بررسی تشریفات تاجگذاری شاه جدید می‌پردازد و از فرمان‌ها شاه جدید و سرانجام باده‌گساری و عیاشی او می‌گوید. بخش چهارم با عنوان در ارکان سلطنت شاه جدید در بررسی مسائل و مشکلات بیماری شاه سلیمان و تاجگذاری مجدد و تغییر نام اوست.
- بخش سوم کتاب با نام «شخصیت شاه سلیمان» به وصف شاه می‌پردازد و از جوانی و خوشگذرانی و همنشینی او با زنان حرمسرا سخن می‌گوید و این‌که شاه مرتباً از تفرجگاهی به تفرجگاه دیگر می‌رود و در مسیر حرکت خود فرمان قرق صادر می‌کند. او به خست شاه سلیمان اشاره می‌کند و صفات دیگر او را نظیر عطوفت، زودخشمی، عدالت‌دوستی، صلح‌دوستی، دینداری، خرافه‌پرستی، تن‌آسایی و تمایل به شهوترانی با ذکر داستان‌هایی در این موارد بیان می‌کند. از نظر کمپفر شاه سلیمان به کار دولت به کلی بی‌اعتنا بود.
- فصل چهارم با عنوان «وزیر اعظم» به بررسی نقش و فعالیت وزیر در دربار صفوی می‌پردازد. کمپفر بیان می‌کند که وزیر با وجود تمام قدرت و نفوذی که دارد همواره از عاقبت کار خود در بیم و هراس است، مبادا مورد غضب شاه قرار گیرد و جانش را از دست بدهد بنابراین برای مقابله با این خطر به تملق و چاپلوسی رو می‌آورد تا موقعیت خویش را نزد شاه قوی‌تر سازد. کمپفر همچنین به بحث دربارهٔ وزیر وقت دربار صفوی یعنی شیخ علیخان زنگنه می‌پردازد و از پایبندی این شخص به اعتدال و نظم سخن می‌گوید.
- فصل پنجم با نام «قشون ایران و فرمانده آن» در دو بخش نوشته شده. در بخش اول از قورچی‌ها، غلامان، تفنگچیان، توپخانه، سپهسالار و سردار و ویژگی‌ها و خصوصیات آن‌ها صحبت رفته‌است. بخش دوم به ترتیب پرداخت حقوق به افراد قشون اشاره شده است. کمپفر موقعیت ارتش و سپاه ایران را شرح داده و تعداد آن‌ها را نود هزار تن برآورد کرده که در زمان صلح آن‌ها را به نواحی مختلف مملکت فرستاده بودند. کمپفر به مشکلاتی نظیر نبودن نظم و تربیت نظامی و متحدالشکل نبودن یونیفرم آن‌ها صحبت کرده‌است.
- فصل ششم «برجسته‌ترین کارکنان دربار که در مجالس حق نشستن دارند» نام دارد و به بررسی درجه و مرتبه صاحب‌نظران دربار صفوی پرداخته و به ترتیب از ناظر، واقعه‌نویس، دیوان‌بیگی، ایشیک‌آقاسی‌باشی، مهتر، حکیم‌ها، منجمین، مهماندارباشی، مستوفیان، میرشکارباشی، میرآخورباشی، میرآب، داروغه پایتخت و … صحبت شده‌است.
- عنوان فصل هفتم «مستوفی‌گری ممالک و مستوفی‌گری خاصه» است و به ویژگی‌ها و وظایف مستوفیان، دفترخانه‌ها، نحوه تعیین و دریافت عواید املاک، چگونگی اخذ مالیات، هدایای سال نو و سایر هدایای ارسال شده برای شاه، سایر درآمدهای او و دولت و همچنین مخارج سالانه شاه مورد بررسی قرار گرفته شده‌است.
- فصل هشتم کتاب «روحانیون و بقاع متبرکه» نام دارد و در آن به معرفی مقامات روحانی آن عصر به ترتیب صدر، مستوفی و موقوفات، متصدی موقوفات، وزیر موقوفات و سایر مشاغل روحانی نظیر شیخ‌الاسلام، مجتهد، پیشنماز، متولیان، مؤذن، حافظین و حتی جاروکش‌ها پرداخته شده. در ادامه از مساجد، محراب و منبر، تکریم امام، درویشی و فرقه‌های آن و از اختلاف بین دو فرقه حیدری و نعمتی صحبت شده‌است. همچنین به حوزه‌های علمیه، نحوه درس و تدریس، زندگی طلاب و طرز ساختمان مساجد نیز اشاره شده‌است.
- فصل نهم با عنوان «تأسیسات داخلی دربار و بیوتات سلطنتی» به موضوعاتی از قبیل نحوه اداره امور داخلی دربار، وضعیت انبارها، کارگاه‌های سلطنتی، نقاره‌خانه و محل نگهداری حیوانات پرداخته‌است. کمپفر در این بخش به باغ وحشی اشاره می‌کند که انواع حیوانات مثل اسب، شیر و ببر، پلنگ، فیل و سیاه‌گوش، پرندگانی نظیر طاووس و مرغ شاخدار، قره غاز و طوطی و حتی حیوانات نادری همچون گربه‌زباد، سگ آبی، میمون، سنجاب، شترمرغ، گوزن و کرگدن در آن نگهداری می‌شدند تا در میهمانی‌های رسمی به رخ سفرا و نمایندگان خارجی کشیده شوند.
- فصل دهم تشریح «اداره ایالات و شهرها» و وضعیت اداری دربار است. مؤلف به مسائلی چون تقسیمات کشوری، دستگاه خان و درآمد و مخارج آن، بیگلربیگی‌ها، سلطان‌ها و نحوه اداره شهرها پرداخته‌است. او همچنین از رسم راهداری که از زمان شاه عباس اول برای حفظ امنیت جاده‌ها و عبور و مرور ایمن کاروان‌ها رایج شده، یاد کرده، اشاره می‌کند به دلیل بی‌توجهی سلطان سلیمان، این تمهید مفید به مرور تبدیل به مشکل لاعلاجی در تجارت و داد و ستد شده‌است، چرا که عواید راهداری را به راهداران اجاره می‌دادند و آن‌ها برای کسب درآمد بیشتر، در نبود کنترل و نظارت دولت، تبدیل به راهزنانی می‌شدند که مبالغ هنگفتی برای عوارض سفر تعیین می‌کردند.
- فصل یازدهم بررسی «خصوصیات مهم دربار ایران» است، زبان رایج در دربار، انواع خط، آداب و رسوم درباریان، دین، زیارت، اعیاد و عزاهای ایرانیان، ترتیب جشن‌ها و مراسم در این فصل بررسی شده‌اند که در نتیجه ارتباط او با طبقه اعیان و بزرگان درباری بوده‌است.

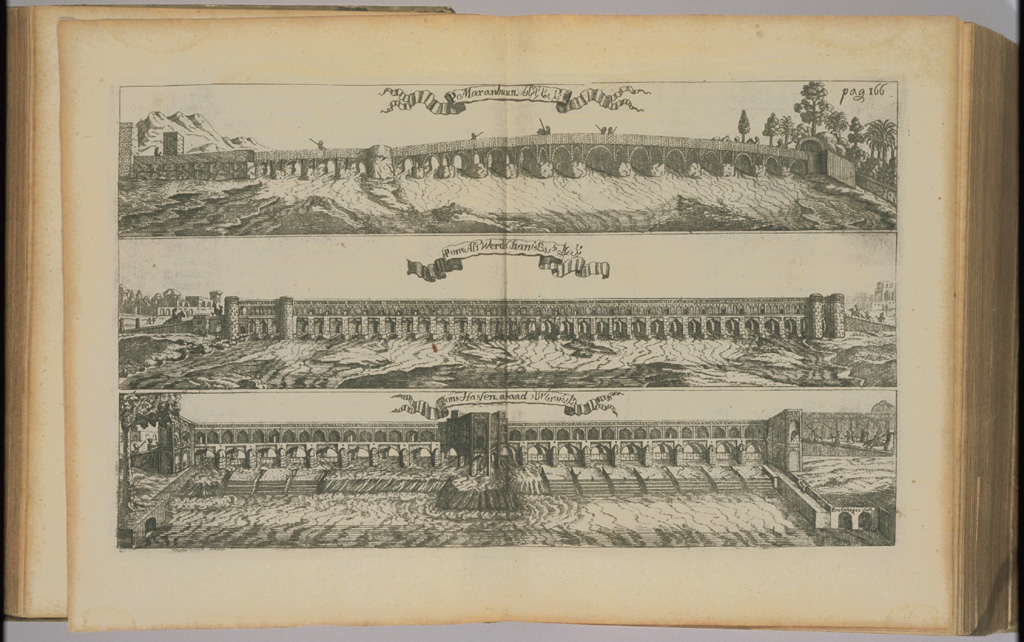
پل‌های اصفهان در عهد شاه سلیمان صفوی، کمپفر

- در فصل دوازده به «اصفهان پایتخت ایران» پرداخته می‌شود. ابتدا وسعت پایتخت مورد بررسی قرار می‌گیرد که از نظر کمپفر به دلیل مهاجرات از سایر نواحی روز به روز در حال گسترش بود. در ادامه راجع به حومه‌های اصفهان، نحوه آبیاری، پل‌های اصفهان، وضعیت داخلی شهر، قلعه آن، اماکن و بناهای عمومی، خانه‌های مسکونی و لباس اهالی اصفهان به همراه تصویر توضیح داده شده‌است.
- فصل سیزدهم با عنوان «کاخ‌ها و باغ‌های اصفهان» با دقت هر چه تمامتر به طرح باغ‌ها و کاخ‌های سلطنتی اصفهان به همراه نقشه می‌پردازد و از شکوه، ابهت و زیبایی آن‌ها در مقایسه با باغ‌های مغرب‌زمین سخن می‌گوید. کمپفر در مورد کاخ‌های عالی‌قاپو، چهلستون، باغ خلوت، انگورستان، باغ گلستان، باغ اوچ مرتبه، باغ بلبل یا هشت بهشت، باغ هزار جریب و تخت سلیمان توضیحات بیشتری داده ارائه داده‌است. با با ریزبینی به شرح موقعیت ارتش ایران پرداخته و رقم کل قشون ایران را در دوره شاه سلیمان نود هزار تن برآورد کرده‌است.
- فصل چهاردهم دربارهٔ «حرمسرای پادشاه» است. او در این بخش به توصیف معماری حرم و راه‌های ورود به آن پرداخته، تعداد زنان حرم شاه سلیمان را حدود چهارصد نفر تخمین زده‌است. سلسله مراتب زنان داخل حرم، خواجه‌سرایان، قرق‌چی‌ها که خیابان و راه‌ها را برای عبور شاه و همسرانش از جمعیت مذکر خالی می‌کردند و نفوذ خواجه‌سرایان در امور عمومی مملکتی، در این فصل مورد بررسی قرار گرفته‌اند.
- فصل پانزده در باب «موکب شاه ایران» است و به نحوه سواری‌های شاه، از جمله سواری‌های تفریحی، حضور در مراسم عید قربان و رفتن به ییلاق می‌پردازد و ذکر می‌کند که تمام این مراسم با تشریفات بسیاری همراه بوده‌است.
- فصل شانزدهم یا فصل پایانی کتاب به «پذیرایی‌های رسمی دربار» می‌پردازد. شرح ورود سفرا، اقامت و نحوه پذیرایی آن‌ها از مسائل طرح شده در این فصل است.[۱۹]

## نامه‌ها و مکاتبات
آثار کمپفر همیشه مورد توجه جدی ژاپن‌شناسان و متخصصان ادبیات و فرهنگ آلمانی دوره باروک قرار داشته‌است. پس از ویرایش جدید آثار کمپفر کتاب‌های «شرح ژاپن» (به انگلیسی: Heutiges Japan) در دو جلد و نامه‌های کمپفر در یک جلد در سال ۲۰۰۱ میلادی منتشر شده‌است. مجموعه مکاتبات کمپفر مشتمل بر ۱۸۲ نامه است. در این میان پنجاه نامه به زمانی اختصاص دارد که کمپفر ساکن اصفهان بوده یا در بندرعباس اقامت داشته. این نامه‌ها اغلب از طرف کمپفر نوشته شده‌اند و معلوم نیست که به مقصد نیز رسیده‌اند یا نه. بعضی از این نامه‌ها هم خطاب به کمپفر نوشته شده‌اند. برای مثال در میان این مکاتبات به نامه شخصی به اسم داوود خان به تاریخ جمادی‌الاول ۱۰۹۷ قمری برمی‌خوریم که موضوعش اهدای یک نسخه «شیرازنامه» به کمپفر است. چند طرح مکاتبه رسمی به شاه سلیمان هم در میان این نامه‌ها پیدا می‌شود که به لاتین نوشته شده‌اند.

## نقاشی‌های کمپفر

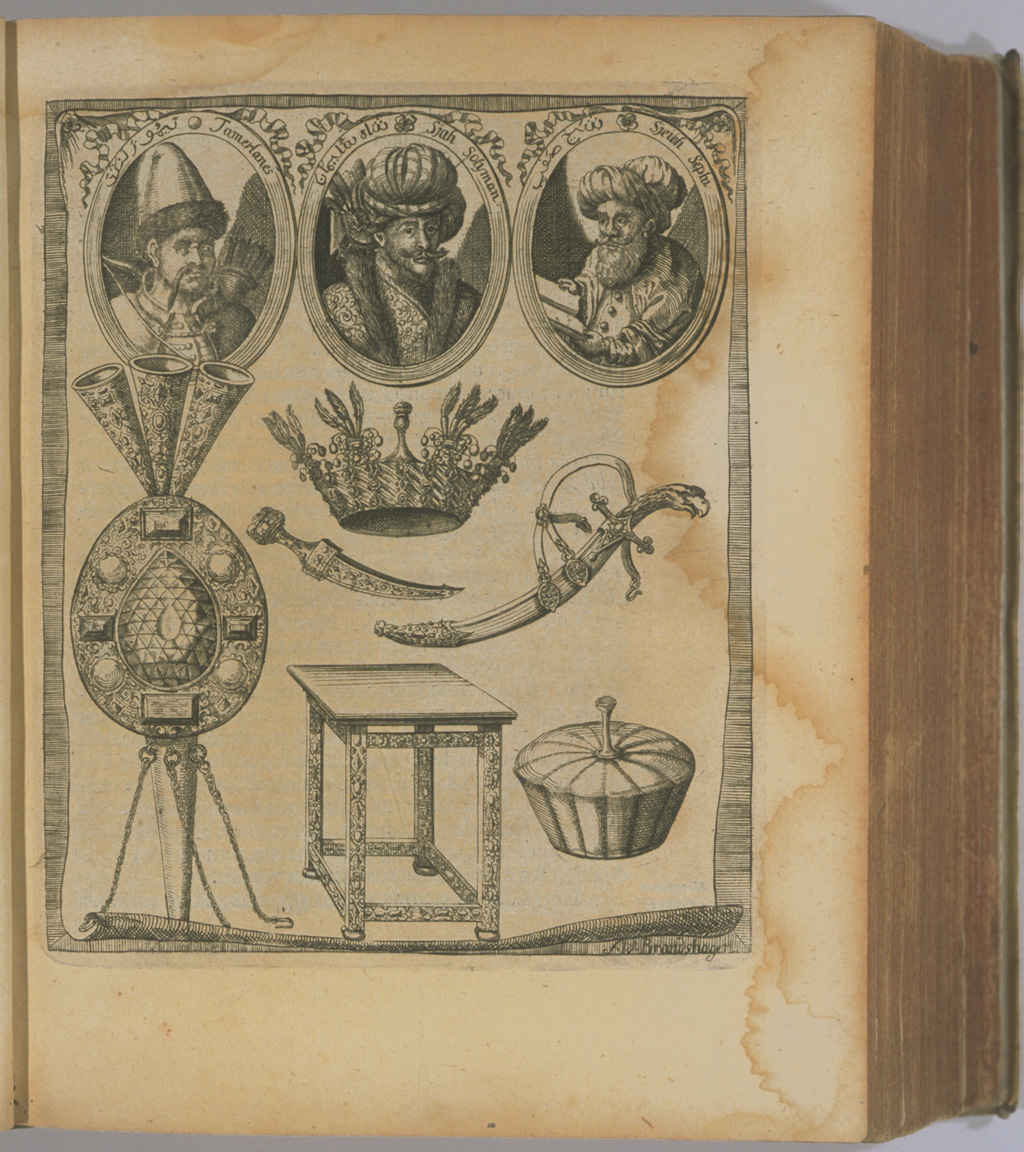
تصویر شیخ صفی‌الدین اردبیلی ، شاه سلیمان با تاج و لوازم تاجگذاری و تیمورلنگ.

کمپفر هنگام اقامت در ایران و ژاپن نقاشی‌های دقیقی کشیده بود تا در انتشار کتب خود از آن‌ها استفاده کند. برای چاپ این نقاشی‌ها ناچار بود آن‌ها رو بر روی لوحه‌های مسی کلیشه نماید که تهیه آن مستلزم وقت زیادی بود. به همین دلیل یادداشت‌های او سال‌ها گوشه‌ای تلنبار شده و رو به نابودی می‌رفت. او در نامه‌ای که خطاب به یکی از دوستانش به این موضوع اشاره می‌کند که مدت دو سال است چاپ کتابش به دلیل مشکل تهیه کلیشه به تأخیر افتاده و هنوز نتیجه آن معلوم نیست.

سوای نقاشی‌هایی که از خود کمپفر به یادگار مانده‌است، در بعضی موارد او دست‌نوشته‌هایش را با نقاشی‌های دقیقی تکمیل کرده‌است که نگارگران ایرانی می‌کشیدند. از آن جمله می‌توان به کارهایی که نگارگر ایرانی، جانی پسر بهرام ملقب به فرنگی‌ساز کشیده‌است، اشاره کرد. نقاشی‌های جانی فرنگی‌ساز در موزه بریتانیا نگهداری می‌شود.

### تصویری از شاه سلیمان
انگلبرت کمپفر سه تصویر از شخصیت‌های تاریخی ایران به یادگار گذاشته‌است. تصویری از امیر تیمور، شمایلی از شیخ صفی‌الدین اردبیلی و تصویری از شاه سلیمان صفوی.

کمپفر دربارهٔ شاه سلیمان می‌نویسد:
هیکل و رفتار او نجیبانه است، سلیمان دارای قد متوسط، استخوان‌بندی ظریفی است. در کودکی صورت گردی داشته، اما اکنون چهره‌اش باریک و لاغر شده‌است. پوست پریده‌رنگ او بسیار ظریف و روشن است. پیشانی بلند او باز به نظر می‌رسد، سلیمان از مادر چرکسی خود چشم‌های درشتی به ارث برده که با آنها با حرارت و دوستانه نگاه می‌کند. بینی‌اش ظریف، لبانی پر، ابروانی کم پشت اما صاف و یک ریش رنگ‌کرده نوک‌تیز دارد. آهسته صحبت می‌کند اما دارای صدایی مردانه است. او سر را همیشه بالا نگاه داشته و با وقار راه می‌رود، آهسته اسب می‌راند و اغلب حین اسب‌سواری به اطراف نگاه کرده و مردم را از نظر می‌گذراند. 

## نقشه‌های پیمایش‌شده
کمپفر علاوه بر نقاشی، در طول سفرهایش در ایران نقشه‌های پیمایش‌شده و طرح‌هایی از باغ‌های اصفهان و دیگر شهرهای ایران تهیه کرد که ما را با باغچه‌های تک‌تک باغ‌هایی که امروزه به کلی از بین رفته‌اند آشنا می‌کند. در میان این نقشه‌ها به دورنمای مشهوری با عنوان (به انگلیسی: Planographia sidiregia) برمی‌خوریم که دولت‌خانه اصفهان را به تصویر کشیده‌است. این دورنما که اکنون در کتابخانهٔ بریتانیا محفوظ است از قدیمی‌ترین نقشه‌هایی است که از دولت‌خانهٔ اصفهان به دست آمده‌است.

## نگارخانه

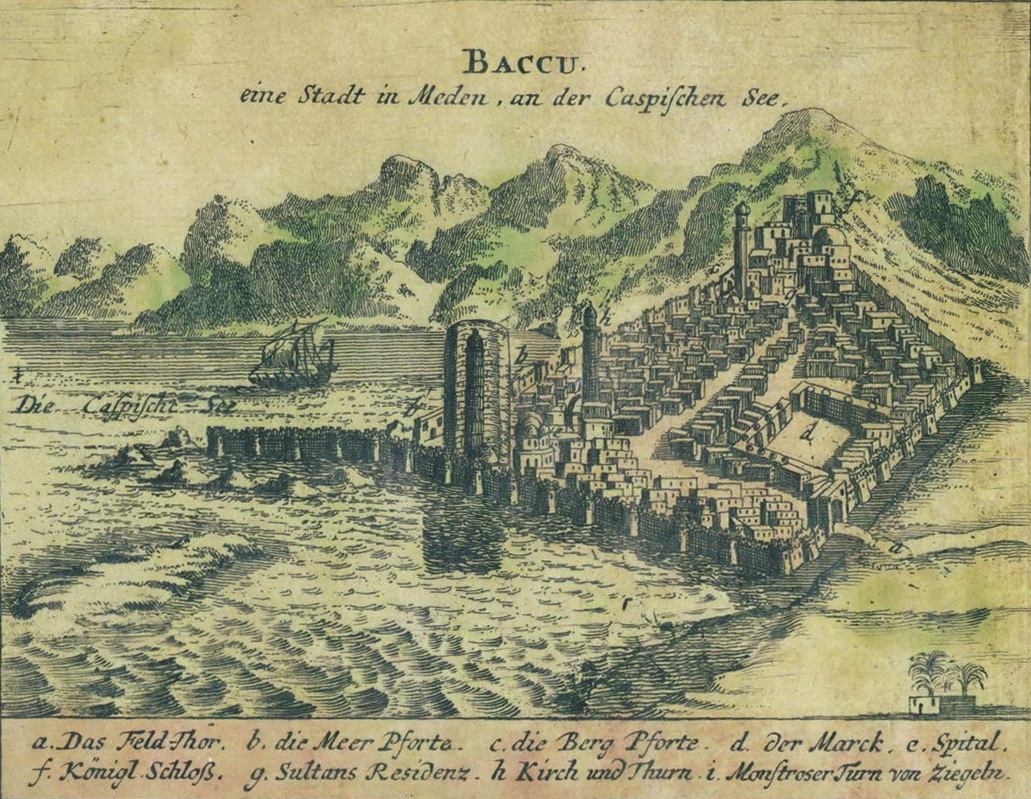
باکو
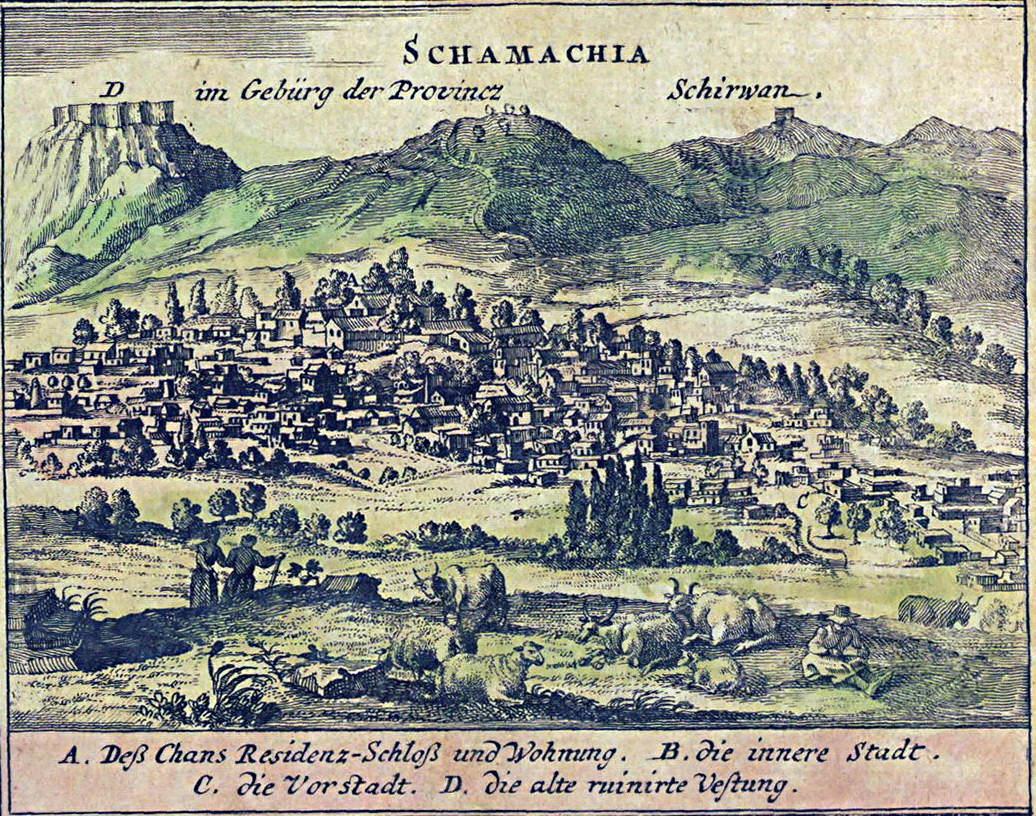
شماخی
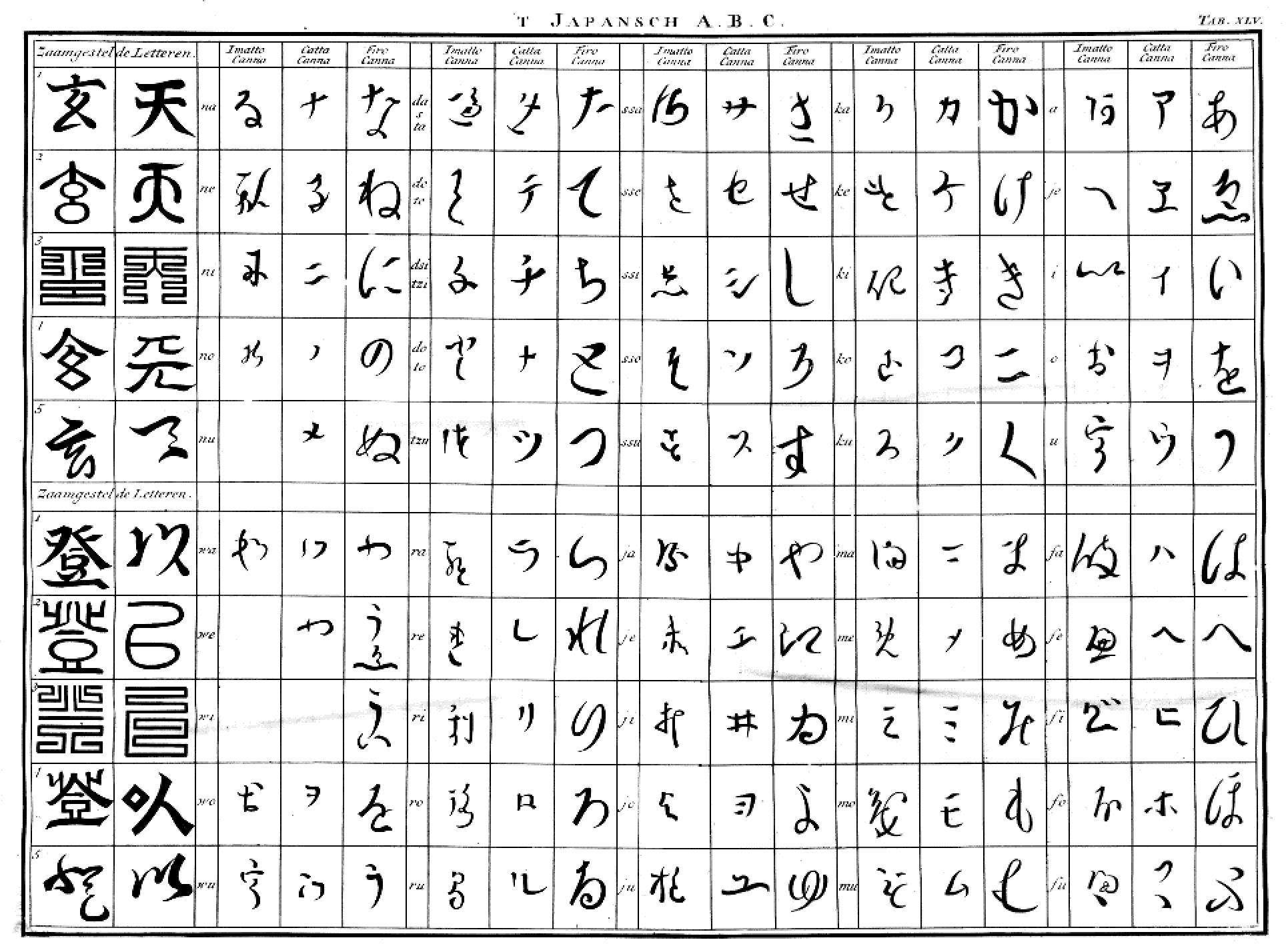
الفبای ژاپنی
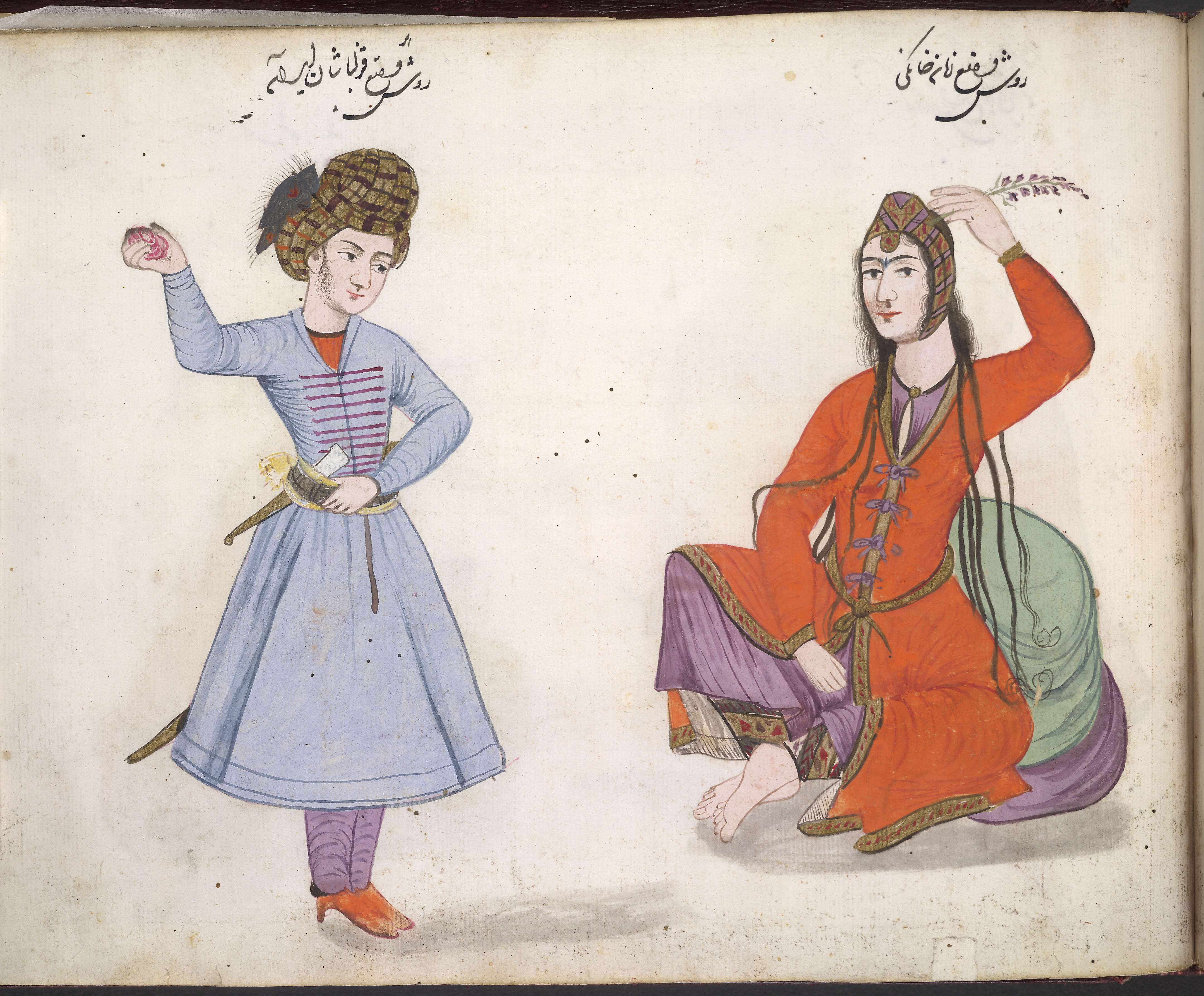
مرد و زن ایرانی اثر جانی پسر بهرام
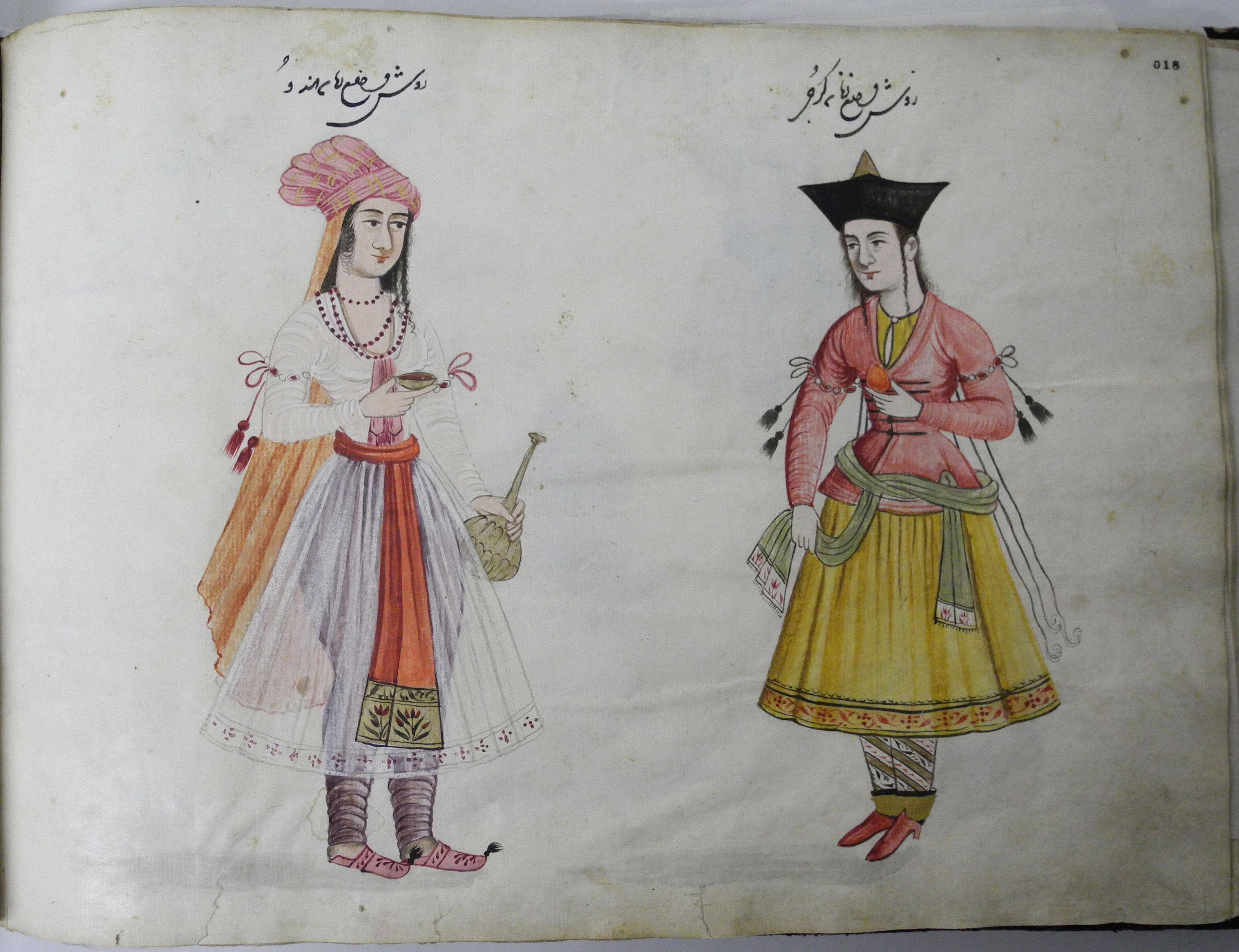
زن گرجی و هندی
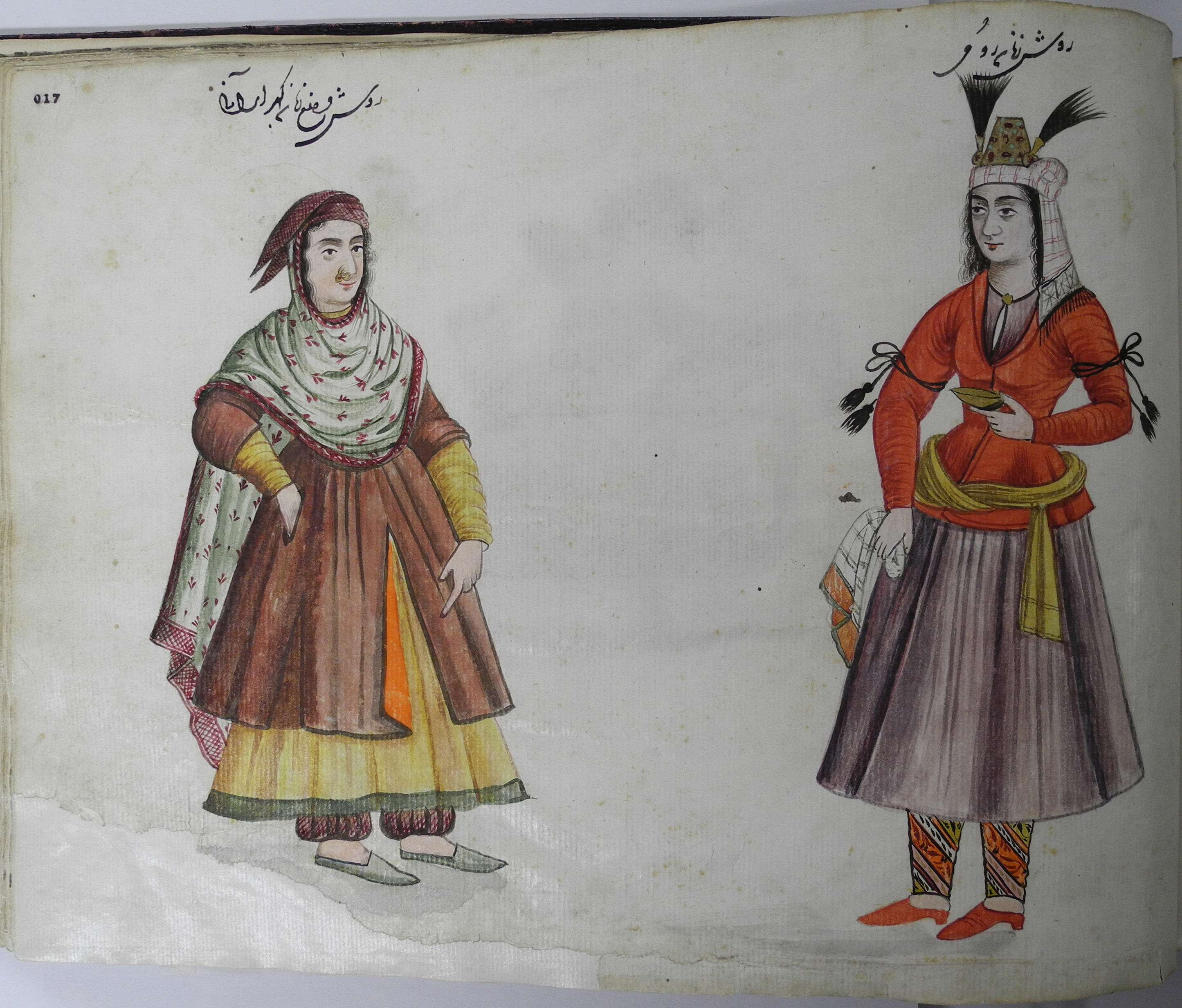
زن رومی و زرتشتی
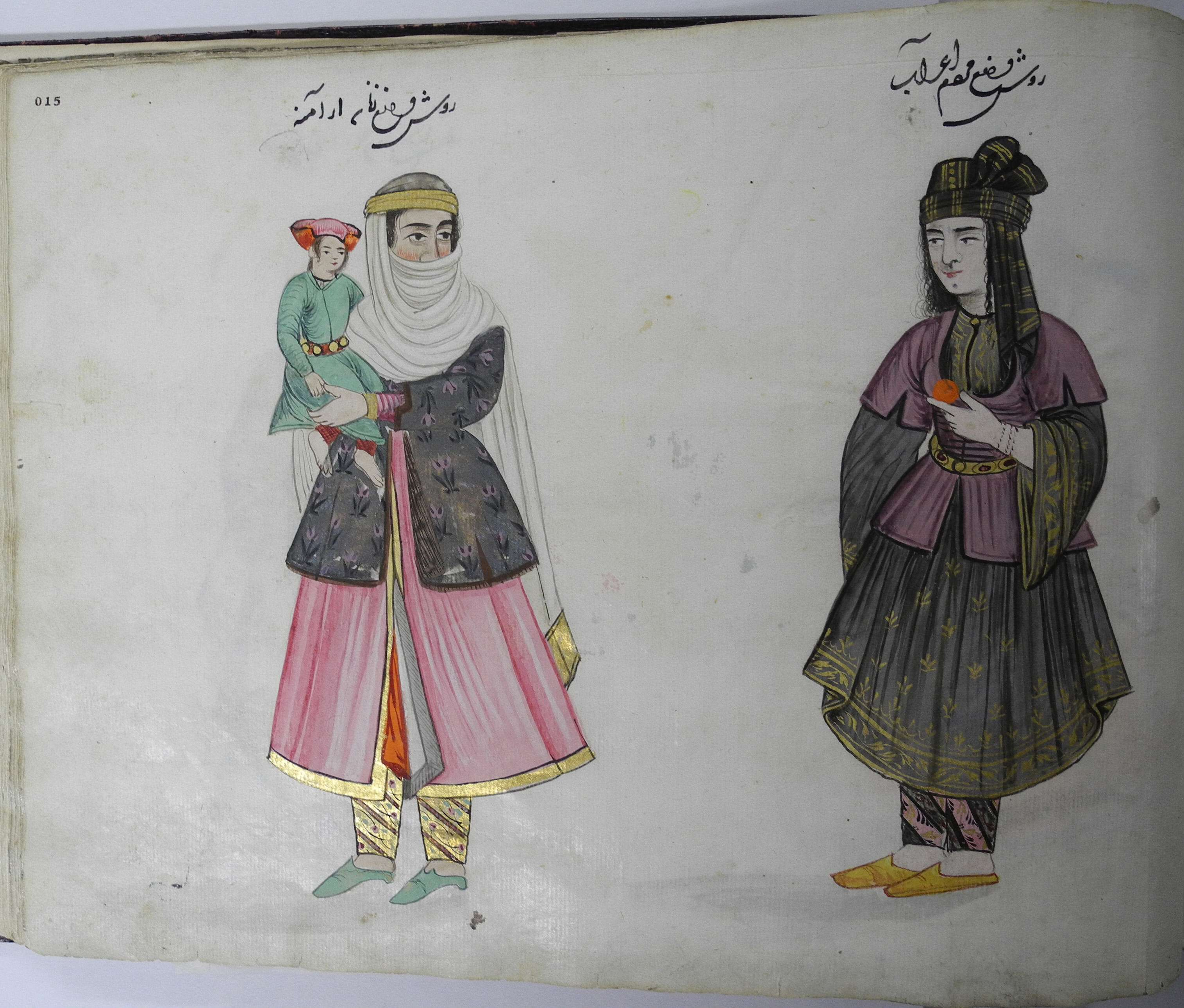
زن عرب و ارمنی
مرد رومی و هندی
مربی در حال تماشای رقابت بین دو کشتی گیر